# Skwer Powstańców Warszawskich

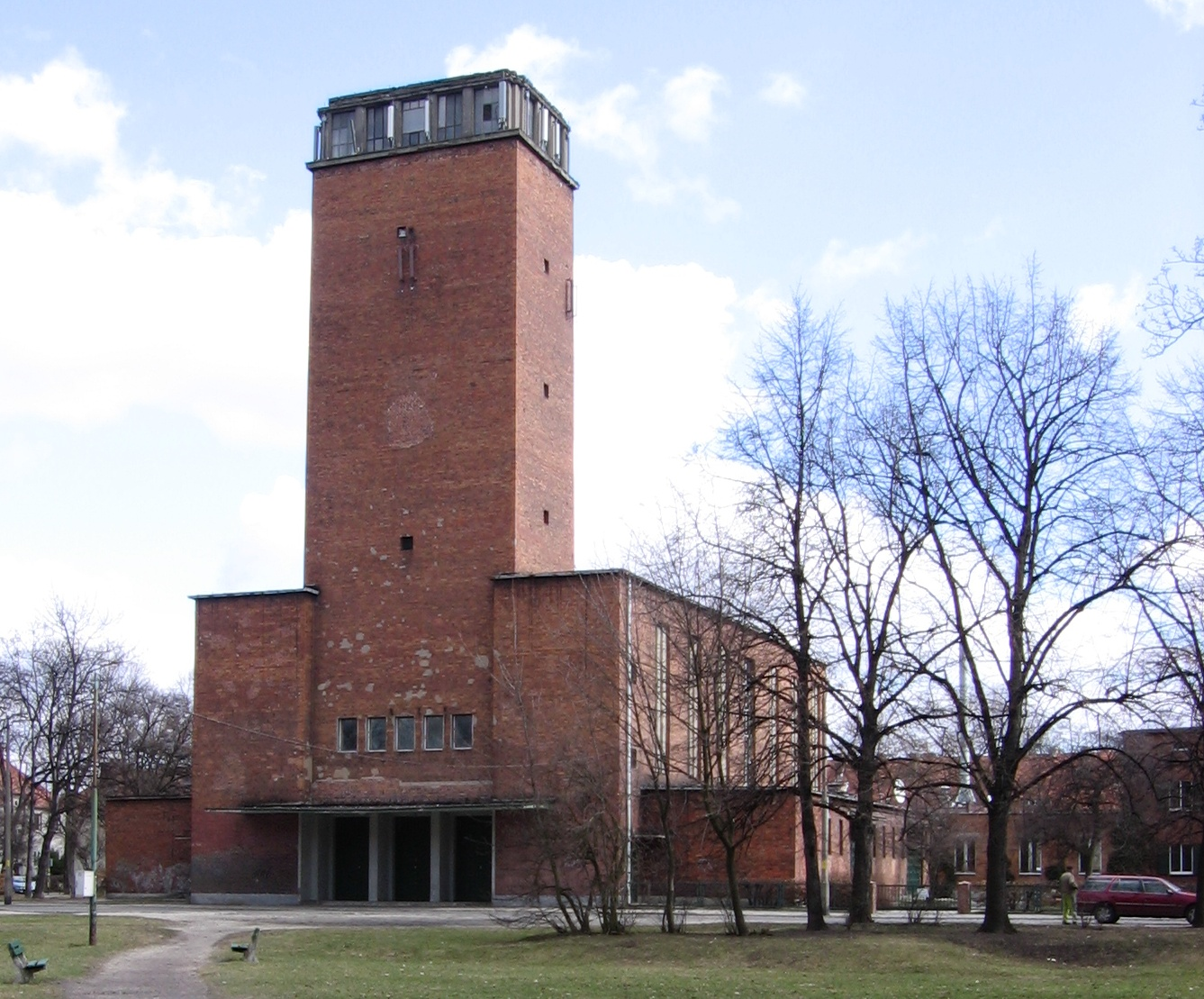
Kościół Gustawa Adolfa
(rej. A/991/1-2)

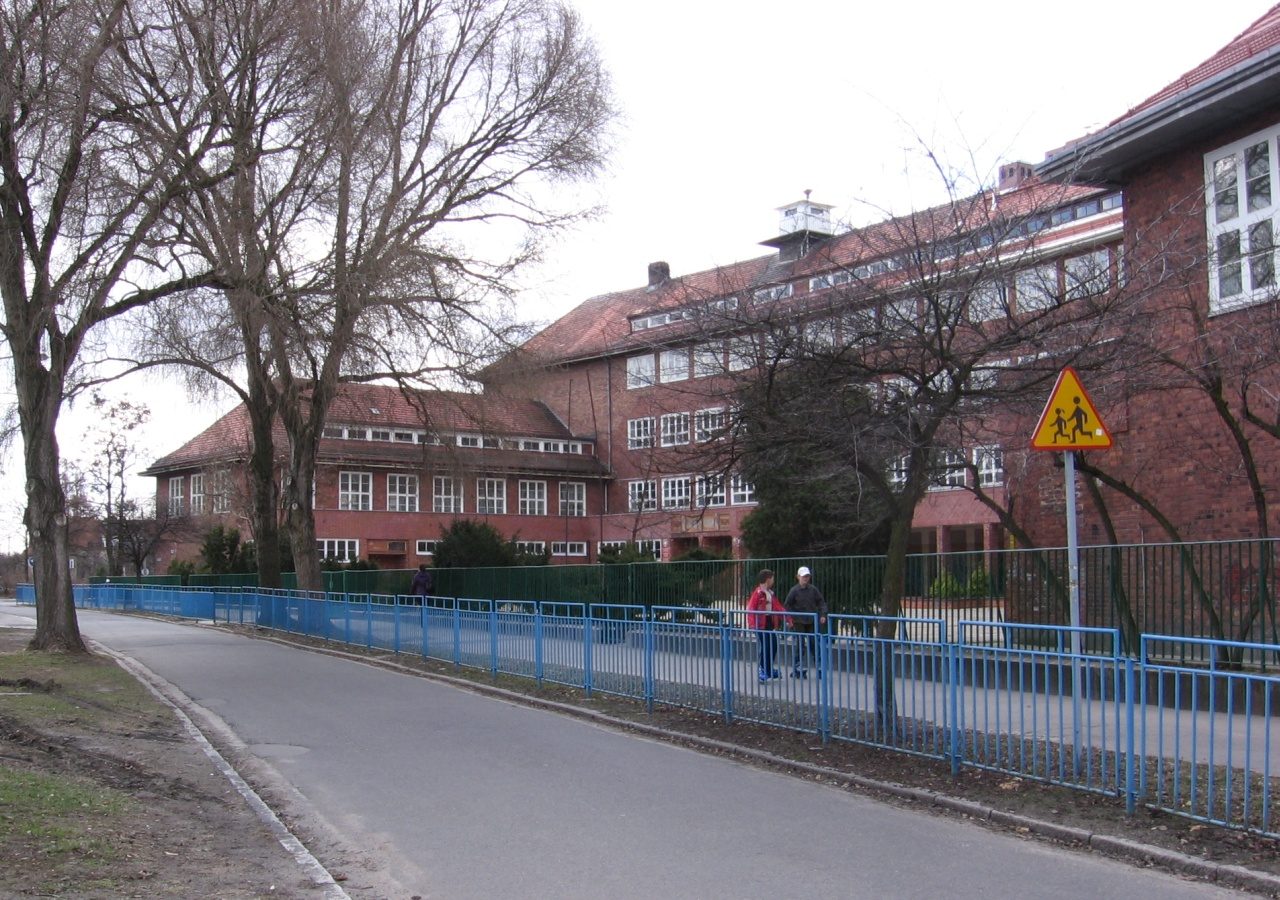
Szkoła podstawowa nr 45

Skwer Powstańców Warszawskich (Zimpeler Wiese, do 24 III 1948 r. – plac Bohaterów) – położony we Wrocławiu, na osiedlu Sępolno, skwer, stanowiący element miejskiej przestrzeni zielonej. Osiedle, na którym zlokalizowany jest skwer, położone jest na tzw. Wielkiej Wyspie, której obszar objęty jest ochroną indywidualną w formie zespołu przyrodniczo-krajobrazowego – Szczytnicki Zespół Przyrodniczo-Krajobrazowy. Skwer zajmuje prostokątny, wydłużony teren o powierzchni 5 ha (4 ha). Stanowi on centralnie położony element charakterystycznego układu urbanistycznego osiedla Sępolno, nawiązującego do czarnego orła dolnośląskiego ("tułów" orła). Samo osiedle projektowane było w nawiązaniu do koncepcji architektonicznej kształtowania zabudowy miejskiej w postaci miasta – ogrodu, a skwer stanowi centralnie położony element tego osiedla, zamknięty na końcach dominującymi budynkami kościoła i szkoły.
Skwer został założony w miejscu dawnego wyrobiska gliny zasypanego gruntem uzyskanym z wykopów podczas budowy nowych kanałów: Żeglugowego i Powodziowego. W jego obrębie znajdują się między innymi place zabaw, muszla koncertowa i obiekty sportowe, a także pozostałości po umocnieniach z czasów II wojny światowej, jak szczelina przeciwlotnicza (schron).
Ten obszar zieleni miejskie obejmuje kwartał otoczony ulicami:
- Partyzantów[16][17] – na południe od skweru
- Rafała Krajewskiego[18][19] – na zachód od skweru
- Kosynierów Gdyńskich[20][21] – na północ od skweru
- ks. Stanisława Brzóski[22][23] – na wschód od skweru.

Przy skwerze znajdują się między innymi: 
- kościół Gustawa Adolfa, w budynku którego po zakończeniu II wojny światowej uruchomiono kino Światowid (wschodni kraniec skweru), obecnie ponownie ewangelicki kościół Pamięci Króla Gustawa Adolfa[1][24][25][26][27],
- szkoła podstawowa nr 45, dawna Szkoła Ludowa i. F. Eberta (zachodni kraniec skweru)[6][28][29][30].

Przedwojenna, historyczna już nazwa niemiecka tego miejsca – Zimpeler Wiese – oznaczała łąkę na osiedlu Zimpel (obecnie Sępolno).